# Бенкети Валтасара, або Ніч зі Сталіним
«Бенкети Валтасара, або Ніч зі Сталіним» — радянський художній фільм режисера Юрія Кари 1989 року. Екранізація новели «Бенкети Валтасара» з роману Фазіля Іскандера «Сандро з Чегема».
Фільм знятий в манері соцреалізму і стилізований під естетику 1930-х років.

## Сюжет
Абхазія, серпень 1935 року. Сандро Чегемський, кращий танцюрист з Народного ансамблю пісні і танцю Абхазії, був запрошений разом з усіма на нічний бенкет, влаштований начальством для самого товариша Сталіна і його соратників. У «вожді народів» він впізнає людину, зустрінуту ним в дитинстві на Ніжнєчегемській дорозі — бандита, який пограбував пароплав і застрелив спільників (трапилося це вже після пограбування пароплава, коли Джугашвілі віз награбоване в гори повз Чегема). Сандро блиснув хоробрістю, під'їхавши з зав'язаними башликом очима прямо до ніг Сталіна. Вождь ледь не впізнав його, хоча бачив Сандро тільки раз в житті, коли той був ще хлопчиськом.
Після цієї роботи (звичайної для артиста) він повертається додому, і незабаром починаються репресії — починають зникати артисти, що побували на останньому бенкеті. Практично весь екранний час приділено самому бенкету, тостам, поведінці сталінського оточення.

## У ролях
- Олексій Петренко —   Йосип Сталін
- Олександр Феклістов —  Сандро з Чегема
- Євген Євстигнєєв —   Михайло Калінін
- Сергій Никоненко —   Климент Ворошилов
- Валентин Гафт —   Лаврентій Берія
- Олексій Сафонов —   Нестор Лакоба
- Тамара Яндієва —   Сарія Лакоба
- Лариса Бєлогурова —   Ніна Берія
- Анатолій Гузенко —   Платон Панцулая
- Вахтанг Возба —  Махаз
- Лаврентій Цколія —  Пата Патарая
- Сергій Ніколаєв —  кухар
- Михайло Кононов —  директор санаторію

## Знімальна група
- Автор сценарію:  Фазіль Іскандер
- Режисер:  Юрій Кара
- Оператор: Вадим Семенових
- Композитор:  Едісон Денисов
- Художник: Анатолій Кочуров